# Loi logit-normale
En théorie des probabilités et en statistique, la loi logit-normale est une loi de probabilité telle que la fonction logit de cette loi soit de loi normale. Si Y est une variable aléatoire de loi normale, et P est la fonction logistique, alors {\displaystyle X=P(Y)} est de loi logit-normale, de manière similaire, si X est de loi logit-normale, alors {\displaystyle Y=logit(X)} est de loi normale.

## Caractérisations

### densité de probabilité
La densité de probabilité de la loi logit-normale est :
{\displaystyle f_{X}(x;\mu ,\sigma )={\begin{cases}\displaystyle {\frac {1}{\sigma {\sqrt {2\pi }}}}\,e^{-{\frac {(\operatorname {logit} (x)-\mu )^{2}}{2\sigma ^{2}}}}{\frac {1}{x(1-x)}}&{\hbox{ pour }}x\in ]0,1[\\0&{\hbox{ sinon }}\end{cases}}}
où μ et σ sont l'espérance et l'écart-type du logit de la variable (par définition, le logit de X est de loi normale).
La densité obtenue en changeant le signe de μ est symétrique, c'est-à-dire {\displaystyle f_{X}(x;\mu ,\sigma )=f_{X}(1-x;-\mu ,\sigma )}, le nouveau mode est symétrique à l'ancien par rapport à 1/2.

### Moments
Les moments de la loi logit-normale n'ont pas d'expression analytique. Il est cependant possible de les estimer par des approximations d'intégrales.